# Lessertia montana
Lessertia montana là một loài thực vật có hoa trong họ Đậu. Loài này được (E. Phillips & R.A. Dyer) Goldblatt & J.C. Manning mô tả khoa học đầu tiên năm 2000.